# Центральное кладбище (Богота)
Центральное кладбище (исп. Cementerio Central de Bogotá) — кладбище в столице Колумбии г. Богота. Открыто в 1836 году.
Одно из главных и самых известных кладбищ страны.
Здесь покоятся национальные герои, известные деятели культуры и науки, политики и государственные деятели, несколько бывших колумбийских президентов.
26 сентября 1984 года Центральное кладбище Боготы объявлено Национальным памятником.
Некоторые надгробные памятники и мавзолеи созданы известными скульпторами П. Тенерани и Ч. Сигинольфи.
Имеется несколько колумбариев, ряд пантеонов, в том числе: Г. Хименеса де Кесада, конкистадора, писателя, историка, основателя Боготы, Национальной армии Колумбии, Национальной полиции Колумбии, республиканского банка и др.

## Известные персоны, похороненные на Центральном кладбище Боготы
- Абадиа Мендес, Мигель — Президент Колумбии
- Акоста, Сантос — Президент Колумбии
- Акоста, Соледад — писательница
- Гаравито Армеро, Хулио — учёный-астроном
- Барко Варгас, Вирхилио — Президент Колумбии
- Галан, Луис Карлос — политик, государственный и дипломатический деятель
- Гомес Кастро, Лауреано — Президент Колумбии
- Гомес Уртадо, Альваро — политик, государственный и дипломатический деятель
- Грейфф, Леон де — поэт
- Каро Тобар, Мигель Антонио — Президент Колумбии
- Конча Феррейра, Хосе Висенте — Президент Колумбии
- Лопес Микельсен, Альфонсо — Президент Колумбии
- Лопес Пумарехо, Альфонсо — Президент Колумбии
- Маркес, Хосе Игнасио де — Президент Колумбии
- Мурильо, Мануэль — Президент Колумбии
- Олайя Эррера, Энрике — Президент Колумбии
- Пардо Леаль, Хайме — политик
- Перес де Маносальбас, Сантьяго — Президент Колумбии
- Помбо, Рафаэль — поэт
- Рейес Прието, Рафаэль — Президент Колумбии
- Рохас Пинилья, Густаво — Президент Колумбии
- Сальгар Морено, Эусторгио — Президент Колумбии
- Сантандер, Франсиско де Паула — национальный герой Колумбии
- Сантос Монтехо, Эдуардо — Президент Колумбии
- Сильва, Хосе Асунсьон — поэт
- Суарес, Марко Фидель — Президент Колумбии
- Оресте Синдичи — композитор, автор гимна Колумбии
- Фернандес Мадрид, Хосе — политик, один из основателей независимой Колумбии

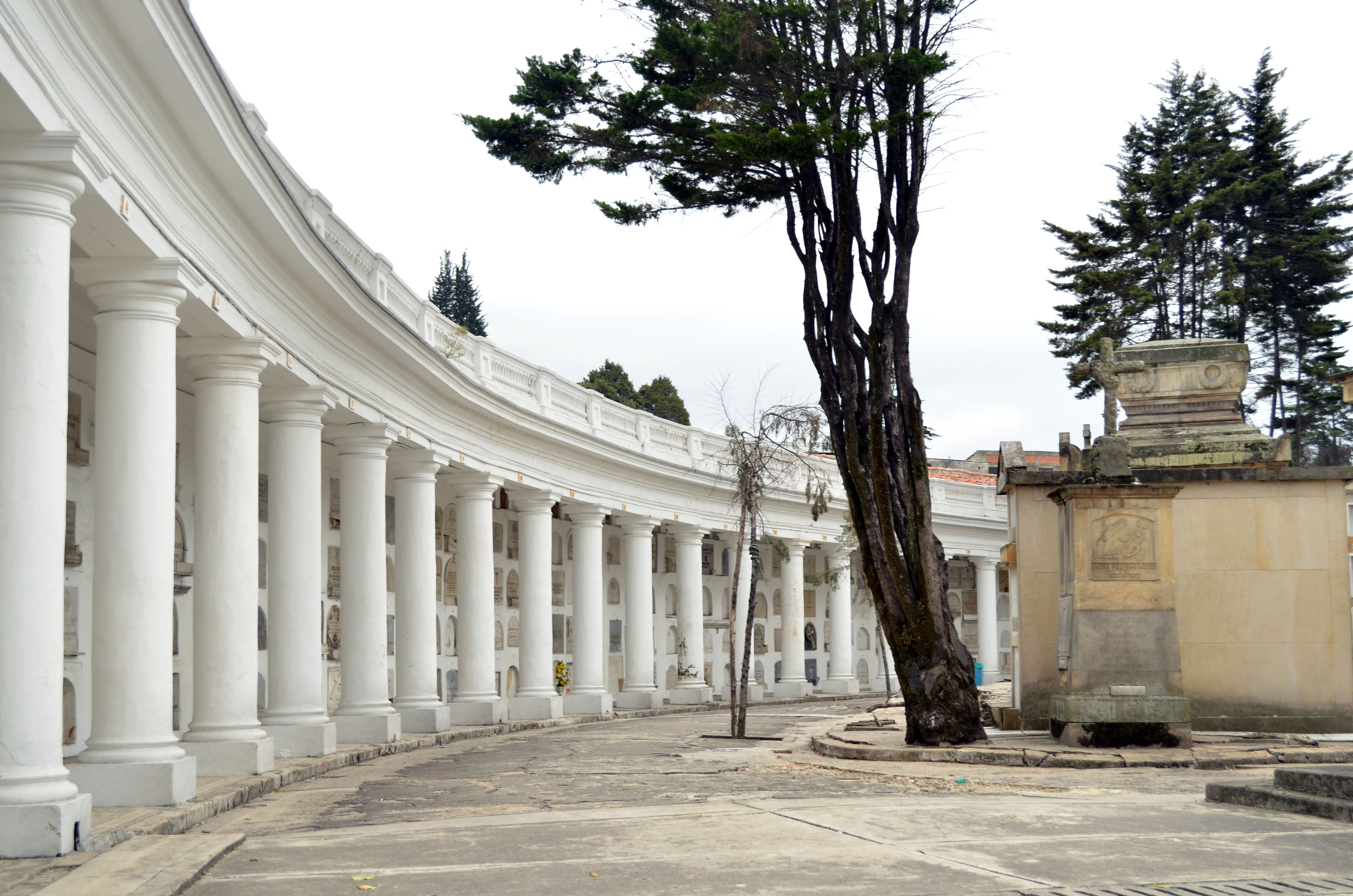
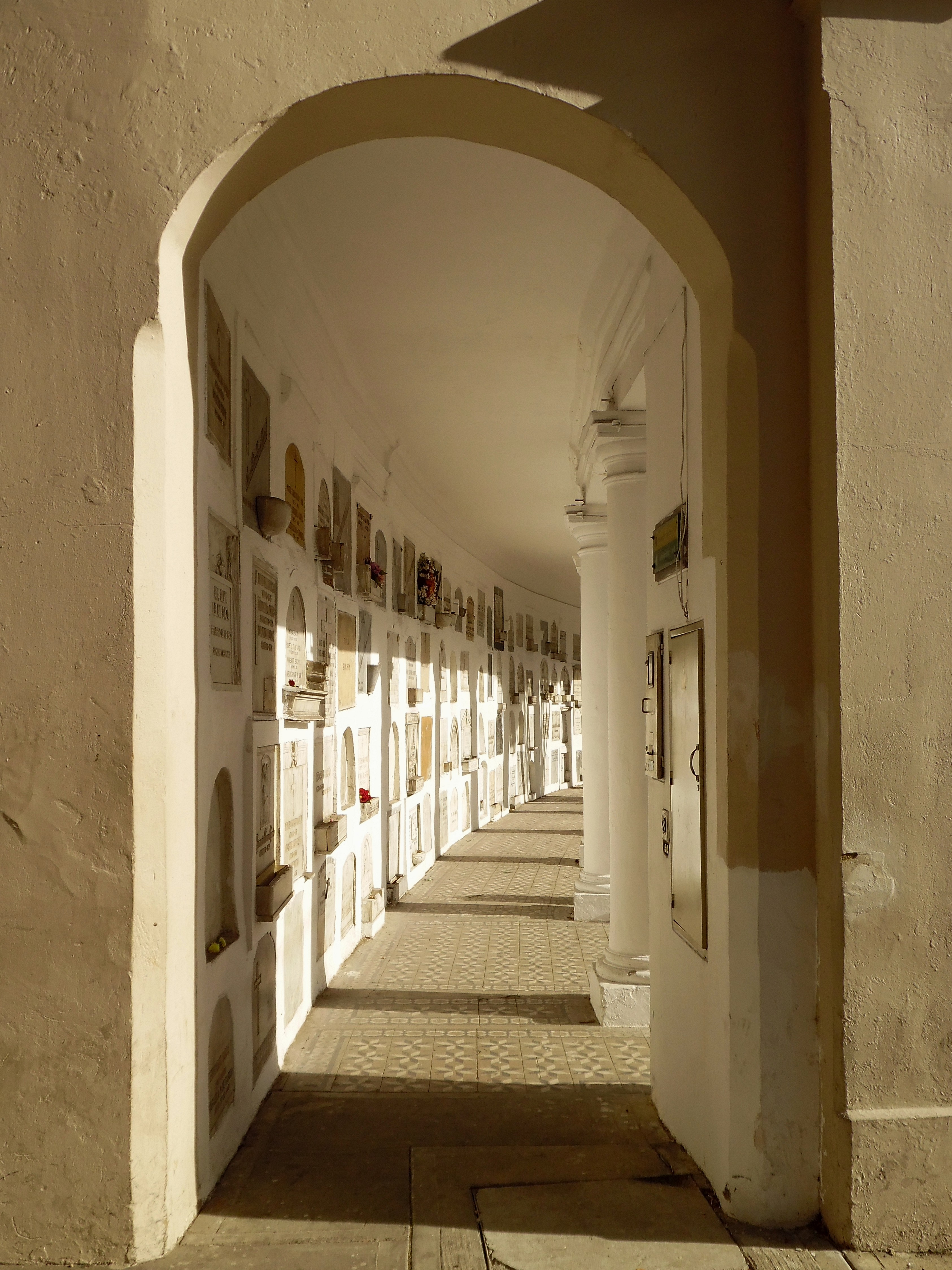
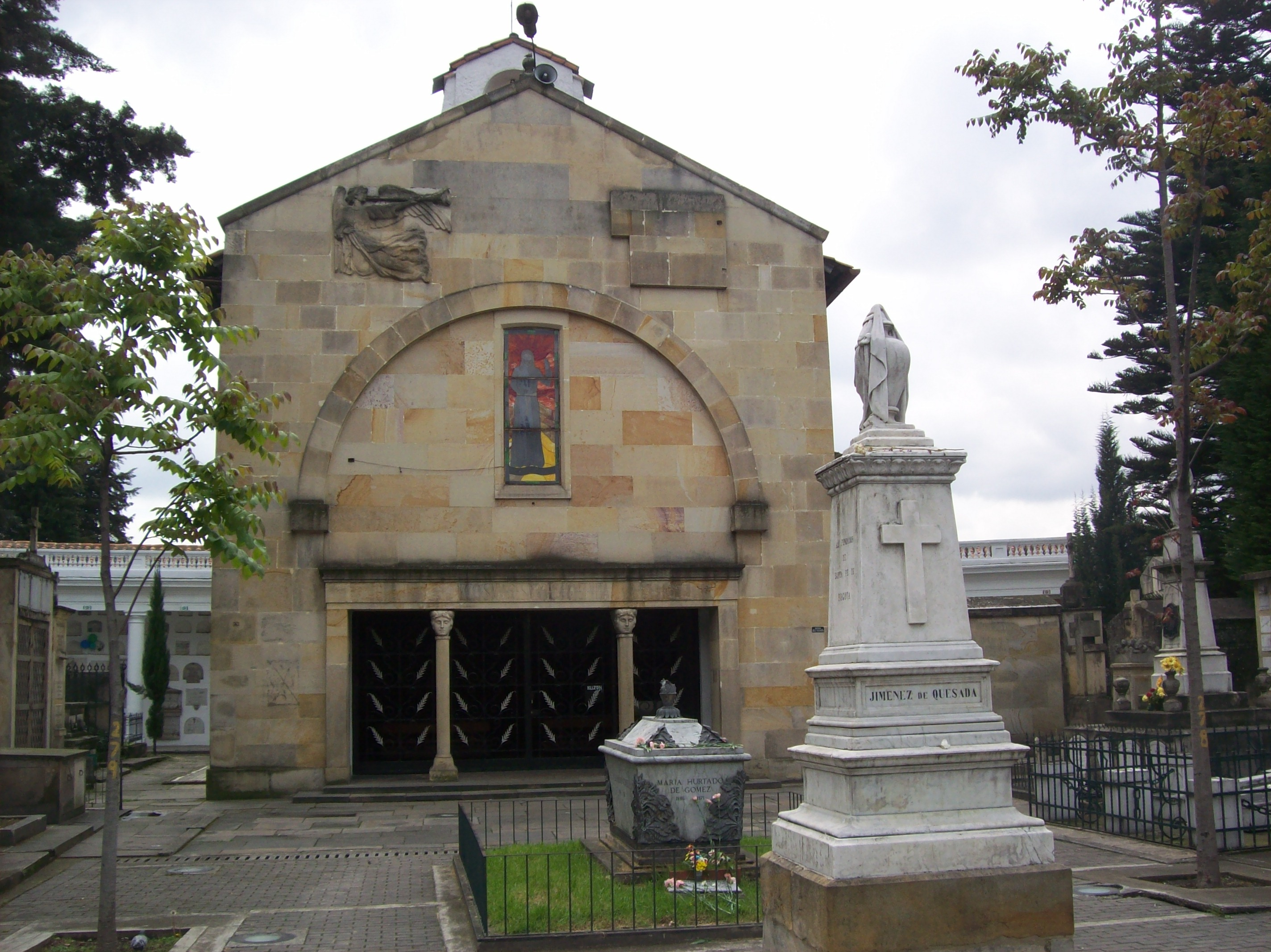
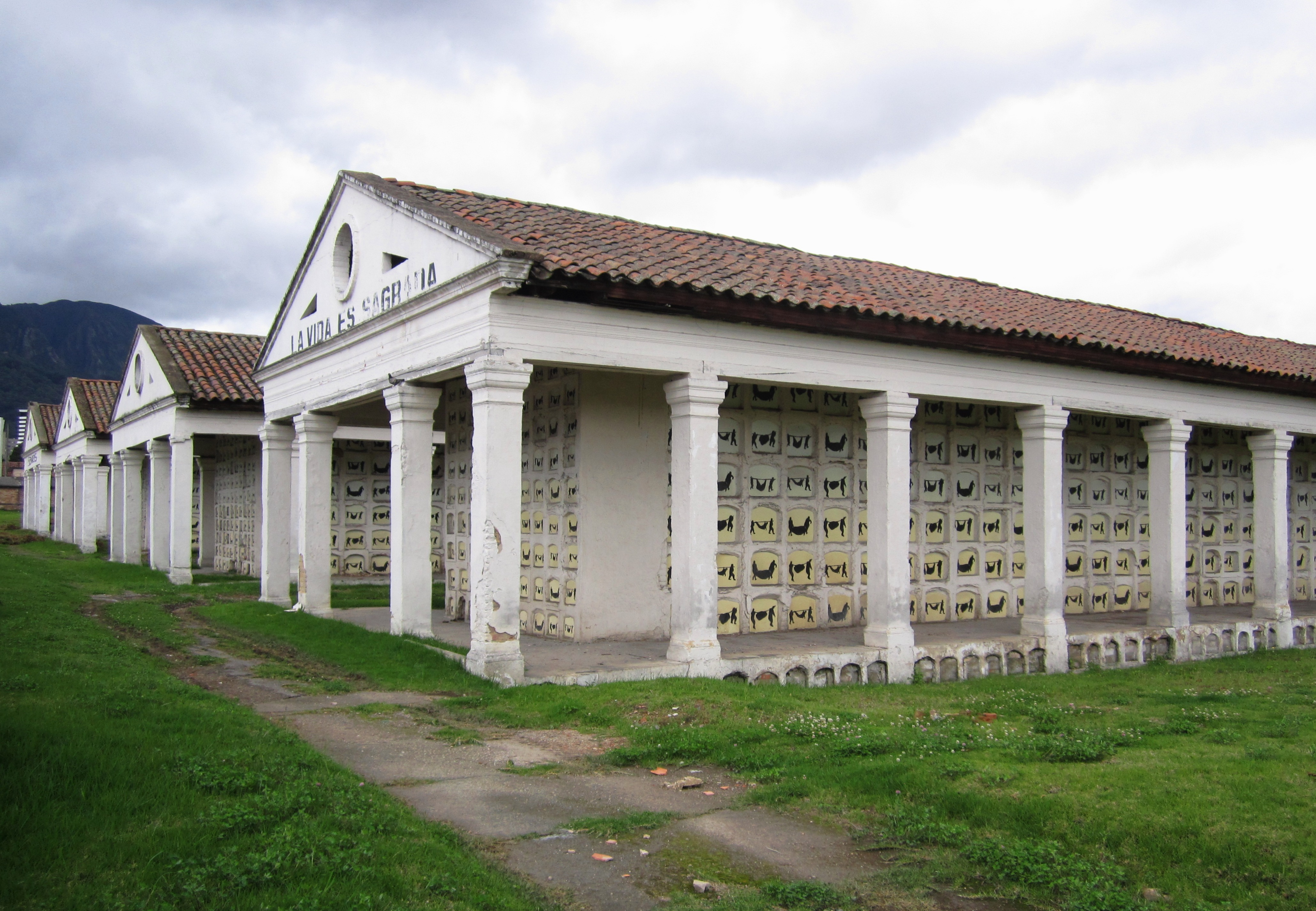
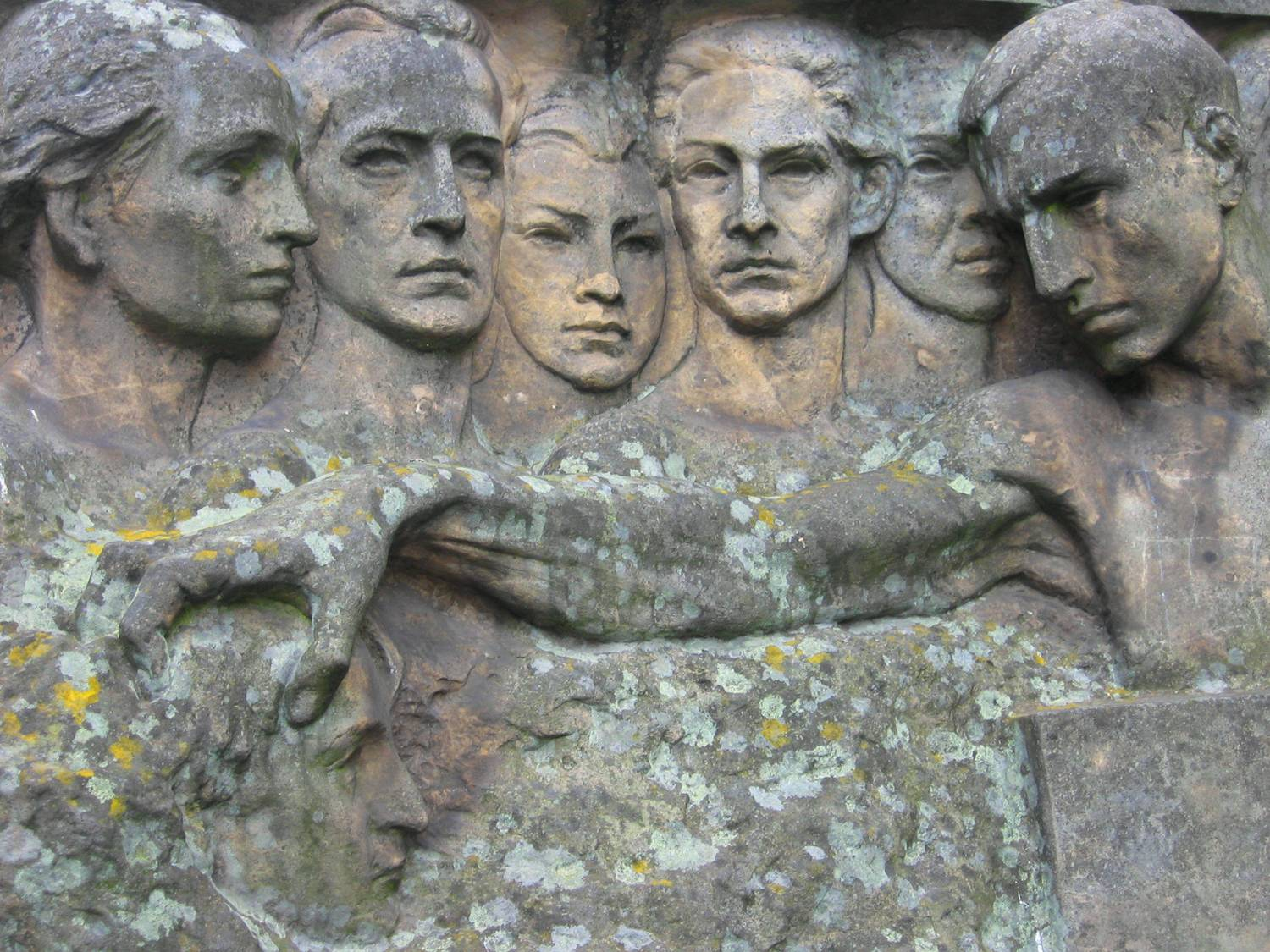
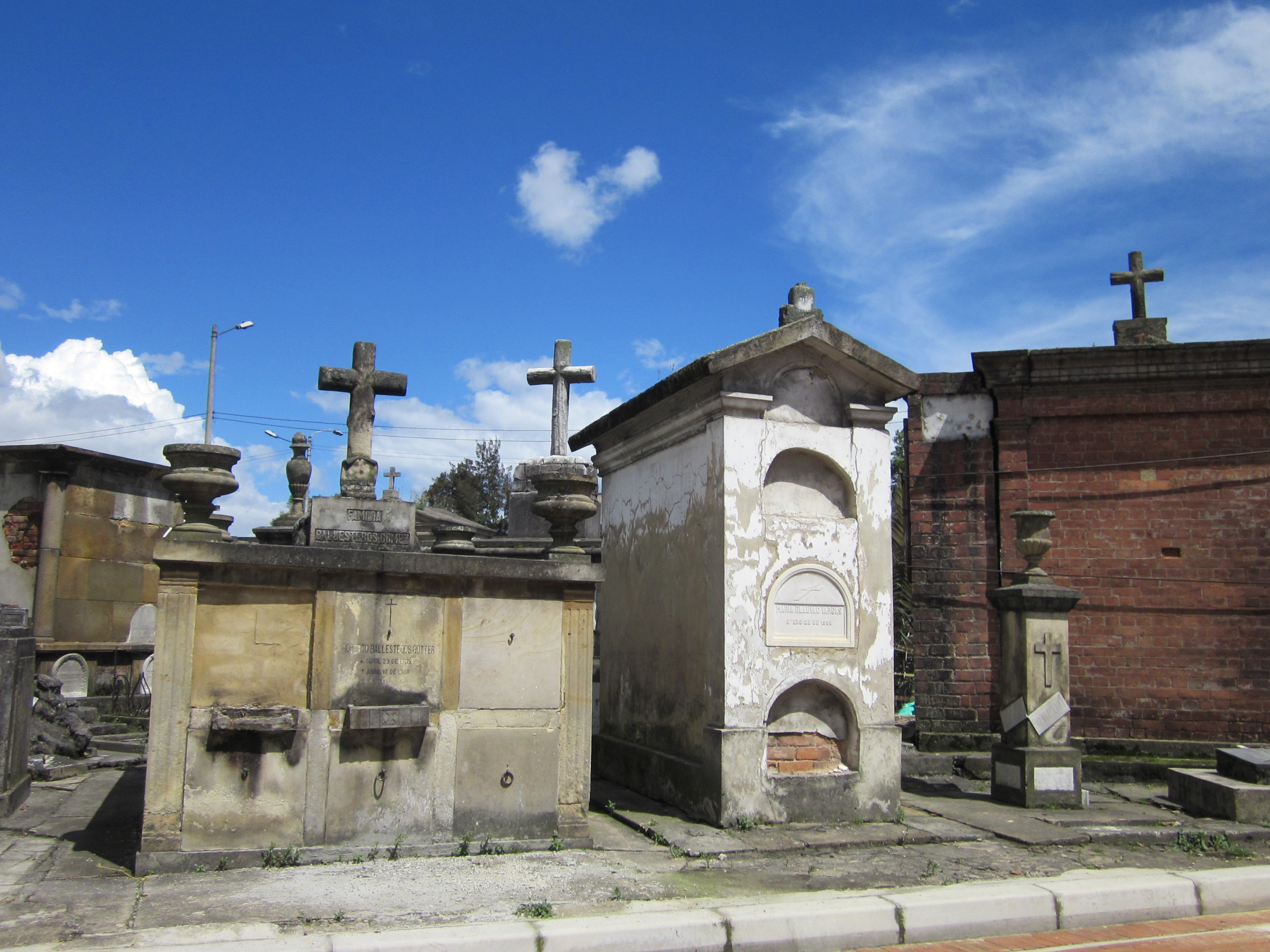
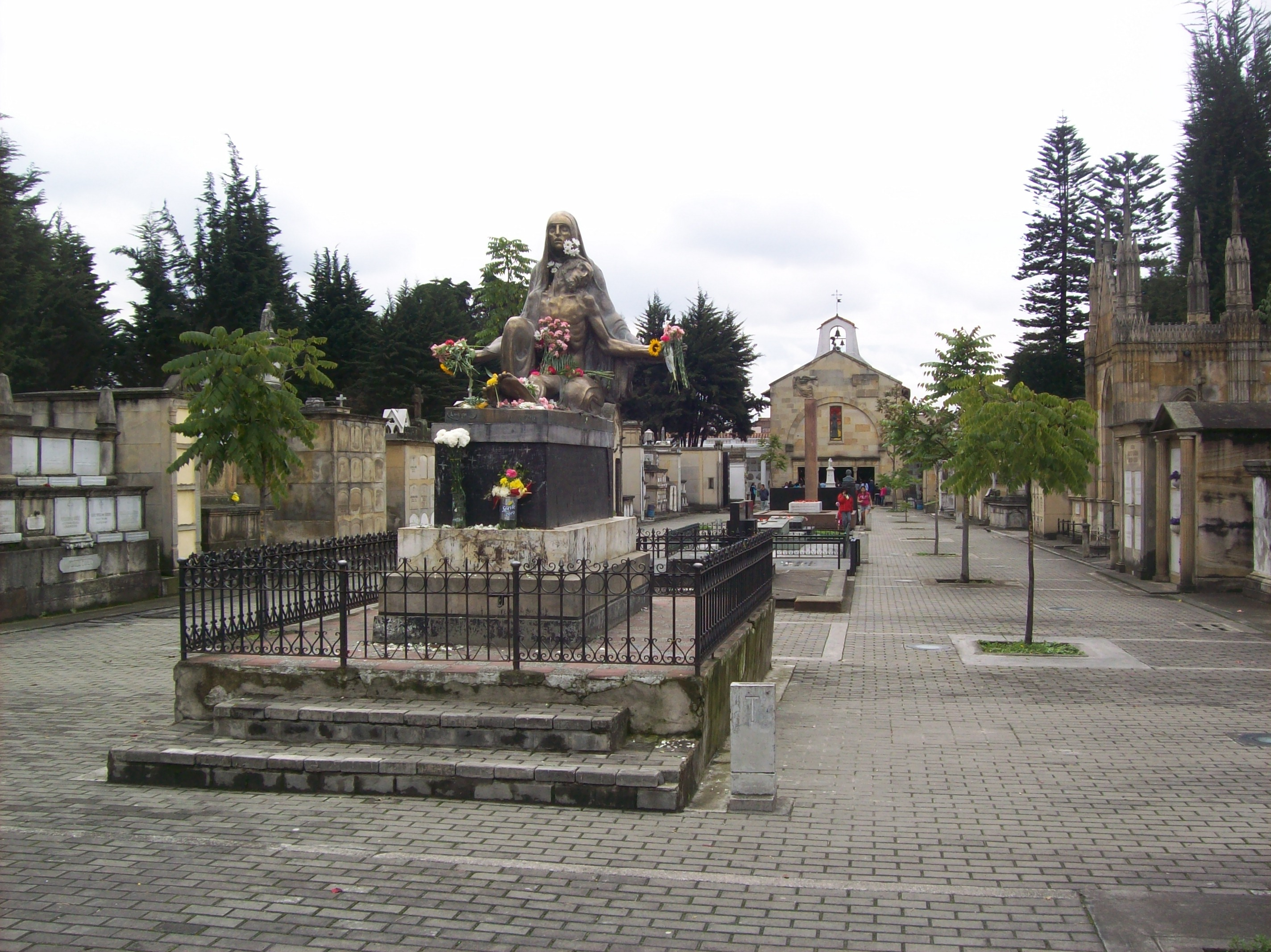
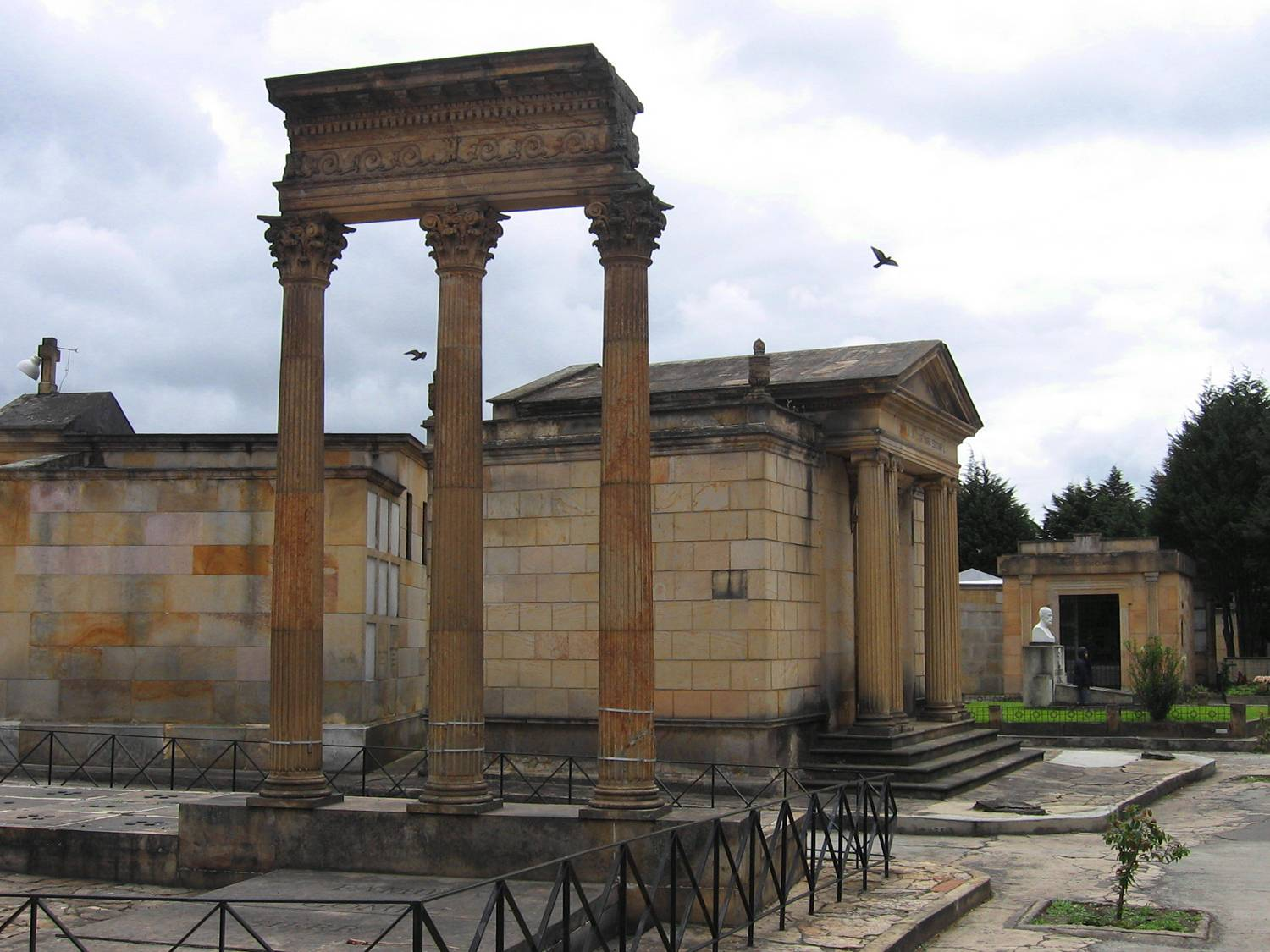